# Juan Camilo Angulo
Camilo Angulo (Florida, Valle del Cauca, Colombia; 26 de agosto de 1988) es un futbolista colombiano que juega de lateral derecho y actualmente juega en el Deportivo Cali de la Categoría Primera A  

## Trayectoria

### América de Cali
Es un jugador que fue formado en las divisiones inferiores del equipo escarlata, su debut en primera división fue el 18 de mayo del 2008 en un partido oficial en el que América 
perdió 3:2 ante Boyacá Chicó en Tunja. Su primer presentación en un torneo internacional fue en la Copa Libertadores 2009, el 10 de febrero su equipo perdió con el Defensor Sporting en el Estadio Centenario. Durante el 2009 fue titular en su equipo destacando por su velocidad, su facilidad para pasar al ataque, además de su buen tiro de media distancia, por lo cual recordaban a otros ídolos escarlatas como Jersson González y Rubén Darío Bustos, también laterales derechos con similares características. En el 2010 fue titular indiscutible y a pesar de las regulares campañas de los escarlatas fue uno de los jugadores más destacados del equipo.
En su primera etapa en el club escarlata logró quedar campeón del Torneo finalización 2008 en dónde derrotaron en la final al independiente Medellín , consiguiendo así la estrella 13.

### Club Atlético Tigre
Fue transferido al Tigre de la Primera División de Argentina para la temporada 2010 y alcanzó a jugar en el Apertura 2010. 

### Shanghái Shenhua
En el 2011 es vendido al Shanghái Shenhua del fútbol chino desde el club argentino atlético tigre , en esta institución disputó 25 partidos y anotó un gol.

### Cúcuta Deportivo
En el 2012 rescinde contrato con el club chino y regresa a Colombia está vez fue fichado por el club motilon , en dónde disputó 28 partidos y anotó dos goles , en esta institución se estuvo hasta el 2013.

### Bahía
En el 2013 fue cedido desde el club motilon al conjunto brasileño por un año , en dónde disputó 5 partidos , finalizando su vínculo al término de la cesión.

### Cúcuta Deportivo
Regresa al club motilon para el 2014 en dónde disputó 19 partidos y anotó un gol en segunda etapa en el club.

### Independiente Medellín
Nuevamente es cedido por un año al conjunto paisa , en su paso por  el club paisa disputó 18 partidos y generó una asistencia.

### América de Cali
En el año 2016 regresó al América con el objetivo de buscar el regreso del equipo a la Categoría Primera A, se afianzó como titular del equipo rojo debido a su gran rendimiento siendo un jugador importante para que los diablos rojos después de cinco años lograrán el ascenso a la Categoría Primera A. En su paso por el club escarlata disputó 154 partidos , anotó 11 goles , y generó 10 asistencias , en dónde se destacó también por su  buen cobro en los tiros libres.

### Deportivo Cali
El 31 de enero del 2018 fue contratado por el equipo verde del Valle en dónde se destacó ganando un lugar en la titular con el entrenador Lucas Pusineri.
Tanto en liga como en copa y convirtiendo varias asistencias con el equipo,  en el 2019 lograron llegar ala final  de la Copa Colombia 2019 en dónde enfrentaron al Independiente Medellín, posteriormente quedaron subcampeones. perdiendo en Medellín 3-2 en el global.
Después de la destitución de Lucas Pusineri y la llegada de Alfredo Arias también fue tenido en cuenta en el planteamiento del entrenador en dónde no dejaría de ser titular en su equipo.
En el Apertura 2021 logró anotar su primer gol con el equipo verde contra el Jaguares de Córdoba.
El segundo semestre con la llegada de Rafael Dudamel fue tenido en cuenta en donde después disputaron la semifinal de la Copa Colombia contra el Atlético Nacional en la ida quedaron 2-2 y en la vuelta 2-1, posteriormente quedaron eliminados.
Se clasificaron  a los cuadrangulares semifinales del Torneo Finalización 2021 en dónde enfrentaron en el grupo A al Junior de Barranquilla, Atlético Nacional y Deportivo Pereira, pasaron primeros de su grupo y clasificaron a la final en donde posteriormente fueron campeones enfrentando al Deportes Tolima.
Se despidió del club azucarero el 30 de diciembre del 2021 con el cual disputó 128 partidos , anotó 2 goles y sumó 13 asistencias durante los 3 años que vistió la camiseta verdiblanca.

### Deportes Tolima
El 3 de enero del 2022 fue anunciado como nuevo jugador del equipo vinotinto y oro llegando al club como agente libre después de que el director técnico Rafael Dudamel decidió con la junta directiva del Deportivo Cali no renovarle contrato para el 2022, para después jugar con el club vinotinto y oro  en la temporada 2022 en donde participarán en la Superliga 2022, Categoría Primera A, Copa Libertadores 2022 y Copa Colombia. Logra quedar campeón de la Superliga de Colombia 2022 enfrentando a su ex equipo Deportivo Cali , posteriormente su equipo no logra un buen desempeño en el torneo nacional e internacional.

### Unión Magdalena
El 7 de febrero del 2023 se confirma que fichó por el Unión Magdalena para lo que será la temporada 2023

### Real Cartagena
A inicios de enero del 2024 rescinde contrato con el ciclón y ficha como Agente Libre con el Real Cartagena para los torneos previstos de ese mismo año

## Polémica
En Argentina, el jugador se vio envuelto en una polémica cuando denunció ante la prensa que el técnico de Tigre, Ricardo Caruso Lombardi, le habría reclamado al representante del jugador dinero a cambio de ponerlo de titular. El escándalo le costó al entrenador su trabajo, cuando la dirigencia del club decidió no renovar su contrato al finalizar el campeonato.
Tras su contratación en el 2018 por el Deportivo Cali, múltiples hinchas del América de Cali mostraron su descontento al ser transferido a su rival local, el jugador recibió diversas amenazas en las redes sociales, durante los clásicos celebrados en el Estadio olímpico pascual de la ciudad de Cali, fue recibido con insultos, además de intentos de agresión con objetos de diferente índole por parte de la fanaticada que asistió a los clásicos celebrados a partir de su convocatoria al equipo azucarero. Camilo ha manifestado su amor por el Cali cuyo cual decidió partir hacia el equipo rival donde pertenecía, el sueño es quedar campeón con el cuadro azucarero.

## Clubes
| Club                   | País      | Año         |
| ---------------------- | --------- | ----------- |
| América de Cali        | Colombia  | 2008 - 2010 |
| Club Atlético Tigre    | Argentina | 2010        |
| Cúcuta Deportivo       | Colombia  | 2012 - 2013 |
| Esporte Clube Bahia    | Brasil    | 2013        |
| Cúcuta Deportivo       | Colombia  | 2014        |
| Independiente Medellín | Colombia  | 2015        |
| América de Cali        | Colombia  | 2016 - 2018 |
| Deportivo Cali         | Colombia  | 2018 - 2021 |
| Deportes Tolima        | Colombia  | 2022        |
| Unión Magdalena        | Colombia  | 2023        |
| Real Cartagena         | Colombia  | 2024        |

## Estadísticas
| Club | Div.             | Temporada        | Liga  | Liga  | Liga   | Copas nacionales(1) | Copas nacionales(1) | Copas nacionales(1) | Torneos internacionales(2) | Torneos internacionales(2) | Torneos internacionales(2) | Total | Total | Total  |
| Club | Div.             | Temporada        | Part. | Goles | Asist. | Part.               | Goles               | Asist.              | Part.                      | Goles                      | Asist.                     | Part. | Goles | Asist. |
| --- | ---------------- | ---------------- | ----- | ----- | ------ | ------------------- | ------------------- | ------------------- | -------------------------- | -------------------------- | -------------------------- | ----- | ----- | ------ |
| América de Cali · Colombia                                                                                                  | 1ª               | 2008             | 8     | 0     | 0      | 10                  | 0                   | 0                   | —                          | —                          | —                          | 18    | 0     | 0      |
| América de Cali · Colombia                                                                                                  | 1ª               | 2009             | 27    | 0     | 2      | 2                   | 0                   | 0                   | 5                          | 0                          | 0                          | 34    | 0     | 2      |
| América de Cali · Colombia                                                                                                  | 1ª               | 2010             | 10    | 4     | 1      | 4                   | 0                   | 0                   | —                          | —                          | —                          | 14    | 4     | 1      |
| América de Cali · Colombia                                                                                                  | 2ª               | 2016             | 22    | 2     | 0      | 6                   | 0                   | 0                   | —                          | —                          | —                          | 28    | 2     | 0      |
| América de Cali · Colombia                                                                                                  | 1ª               | 2017             | 38    | 2     | 5      | 2                   | 0                   | 0                   | —                          | —                          | —                          | 40    | 2     | 5      |
| América de Cali · Colombia                                                                                                  | 1ª               | 2018             | 18    | 3     | 2      | 0                   | 0                   | 0                   | 2                          | 0                          | 0                          | 20    | 3     | 2      |
| América de Cali · Colombia                                                                                                  | Total club       | Total club       | 123   | 11    | 10     | 24                  | 0                   | 0                   | 7                          | 0                          | 0                          | 154   | 11    | 10     |
| Shanghai Shenhua China | 1ª               | 2011             | 25    | 1     | 0      | 0                   | 0                   | 0                   | —                          | —                          | —                          | 25    | 1     | 0      |
| Shanghai Shenhua China | Total club       | Total club       | 25    | 1     | 0      | 0                   | 0                   | 0                   | 0                          | 0                          | 0                          | 25    | 1     | 0      |
| Cúcuta Deportivo · Colombia                                                                                                 | 1ª               | 2012             | 15    | 1     | 0      | 4                   | 0                   | 0                   | —                          | —                          | —                          | 19    | 1     | 0      |
| Cúcuta Deportivo · Colombia                                                                                                 | 1ª               | 2013             | 6     | 1     | 0      | 3                   | 0                   | 0                   | —                          | —                          | —                          | 9     | 1     | 0      |
| Cúcuta Deportivo · Colombia                                                                                                 | Total club       | Total club       | 21    | 2     | 0      | 7                   | 0                   | 0                   | 0                          | 0                          | 0                          | 28    | 2     | 0      |
| Bahia · Brasil | 1ª               | 2013             | 4     | 0     | 0      | 0                   | 0                   | 0                   | 1                          | 0                          | 0                          | 5     | 0     | 0      |
| Bahia · Brasil | Total club       | Total club       | 4     | 0     | 0      | 0                   | 0                   | 0                   | 1                          | 0                          | 0                          | 5     | 0     | 0      |
| Cúcuta Deportivo · Colombia                                                                                                 | 2ª               | 2014             | 17    | 1     | 0      | 2                   | 0                   | 0                   | —                          | —                          | —                          | 19    | 1     | 0      |
| Cúcuta Deportivo · Colombia                                                                                                 | Total club       | Total club       | 17    | 1     | 0      | 2                   | 0                   | 0                   | 0                          | 0                          | 0                          | 19    | 1     | 0      |
| Independiente Medellín · Colombia                                                                                           | 1ª               | 2015             | 13    | 0     | 1      | 5                   | 0                   | 0                   | —                          | —                          | —                          | 18    | 0     | 1      |
| Independiente Medellín · Colombia                                                                                           | Total club       | Total club       | 13    | 0     | 1      | 5                   | 0                   | 0                   | 0                          | 0                          | 0                          | 18    | 0     | 1      |
| Deportivo Cali · Colombia                                                                                                   | 1ª               | 2018             | 17    | 0     | 5      | 1                   | 0                   | 0                   | —                          | —                          | —                          | 18    | 0     | 5      |
| Deportivo Cali · Colombia                                                                                                   | 1ª               | 2019             | 40    | 1     | 1      | 7                   | 0                   | 0                   | 4                          | 0                          | 1                          | 51    | 1     | 2      |
| Deportivo Cali · Colombia                                                                                                   | 1ª               | 2020             | 17    | 0     | 2      | 0                   | 0                   | 0                   | 6                          | 0                          | 1                          | 23    | 0     | 3      |
| Deportivo Cali · Colombia                                                                                                   | 1ª               | 2021             | 31    | 1     | 2      | 3                   | 0                   | 0                   | 2                          | 0                          | 1                          | 36    | 1     | 3      |
| Deportivo Cali · Colombia                                                                                                   | Total club       | Total club       | 105   | 2     | 10     | 11                  | 0                   | 0                   | 12                         | 0                          | 2                          | 128   | 2     | 13     |
| Deportes Tolima · Colombia                                                                                                  | 1ª               | 2022             | 14    | 0     | 1      | 2                   | 0                   | 0                   | 0                          | 0                          | 0                          | 16    | 0     | 1      |
| Deportes Tolima · Colombia                                                                                                  | Total club       | Total club       | 14    | 0     | 1      | 2                   | 0                   | 0                   | 0                          | 0                          | 0                          | 16    | 0     | 1      |
| Unión Magdalena · Colombia                                                                                                  | 1ª               | 2023             | 24    | 0     | 1      | 0                   | 0                   | 0                   | 0                          | 0                          | 0                          | 24    | 0     | 1      |
| Unión Magdalena · Colombia                                                                                                  | Total club       | Total club       | 24    | 0     | 1      | 0                   | 0                   | 0                   | 0                          | 0                          | 0                          | 24    | 0     | 1      |
| Real Cartagena · Colombia                                                                                                   | 2ª               | 2024             | 31    | 0     | 0      | 2                   | 0                   | 0                   | —                          | —                          | —                          | 33    | 0     | 0      |
| Real Cartagena · Colombia                                                                                                   | Total club       | Total club       | 31    | 0     | 0      | 2                   | 0                   | 0                   | -                          | -                          | -                          | 33    | 0     | 0      |
| Total de carrera | Total de carrera | Total de carrera | 377   | 17    | 23     | 53                  | 0                   | 0                   | 20                         | 0                          | 2                          | 450   | 17    | 26     |
| (1) Incluye datos de la Copa Colombia . (2) Incluye datos de Copa Libertadores. (3) No incluye goles en partidos amistosos. |                  |                  |       |       |        |                     |                     |                     |                            |                            |                            |       |       |        |

## Palmarés

### Campeonatos nacionales
| Título                | Club            | País     | Año  |
| --------------------- | --------------- | -------- | ---- |
| Categoría Primera A   | América de Cali | Colombia | 2008 |
| Categoría Primera B   | América de Cali | Colombia | 2016 |
| Categoría Primera A   | Deportivo Cali  | Colombia | 2021 |
| Superliga de Colombia | Deportes Tolima | Colombia | 2022 |